# Uhelná Příbram
Uhelná Příbram là một chợ huyện thuộc huyện Havlíčkův Brod, vùng Vysočina, Cộng hòa Séc.